# واتسون ویات
واتسون ویات (انگلیسی: Watson Wyatt) شرکت خدمات حرفه‌ای آمریکایی است، که در سال ۲۰۰۵ تأسیس شد.